# Theydon Bois (London Underground)

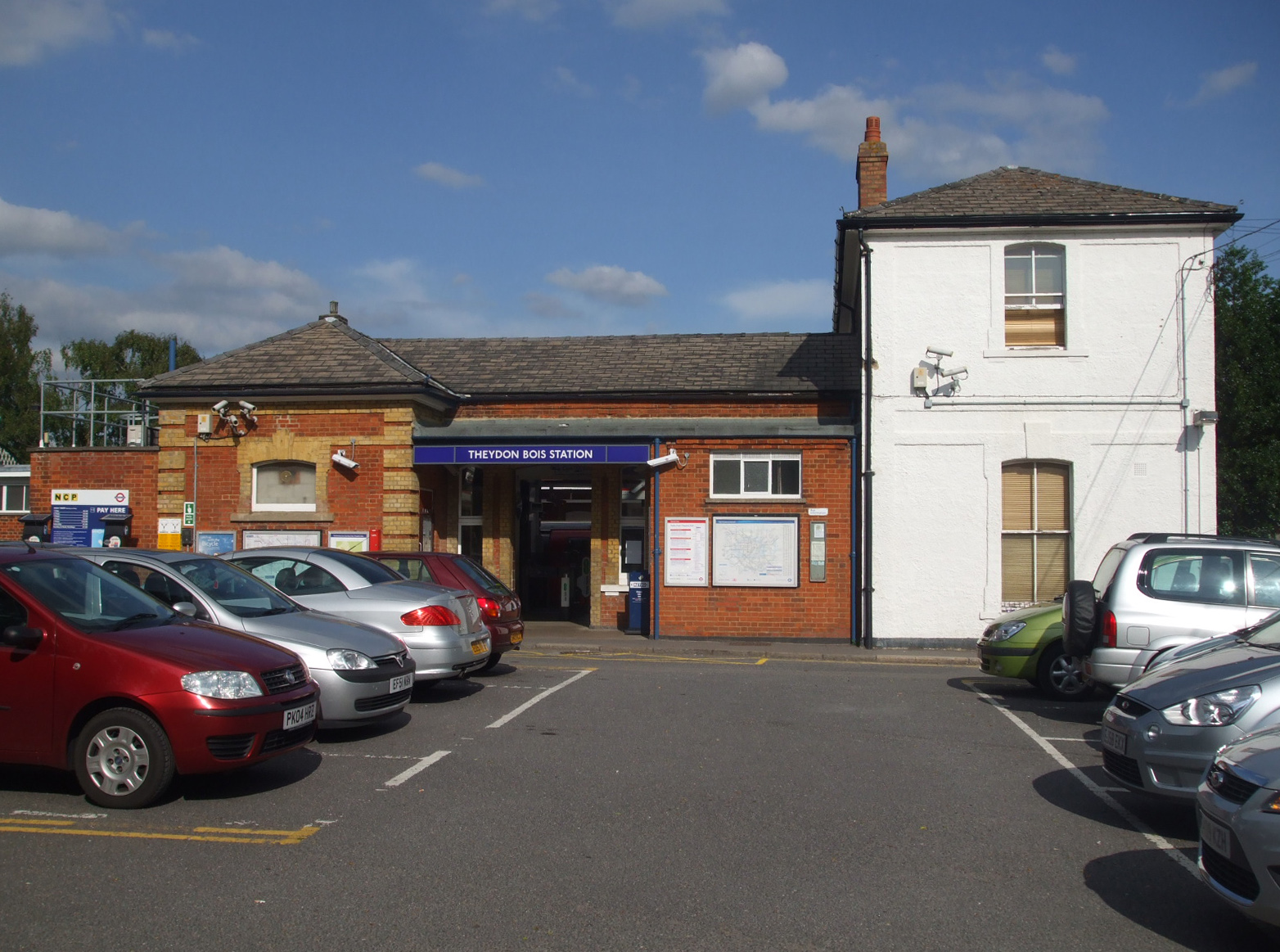
Station Theydon Bois

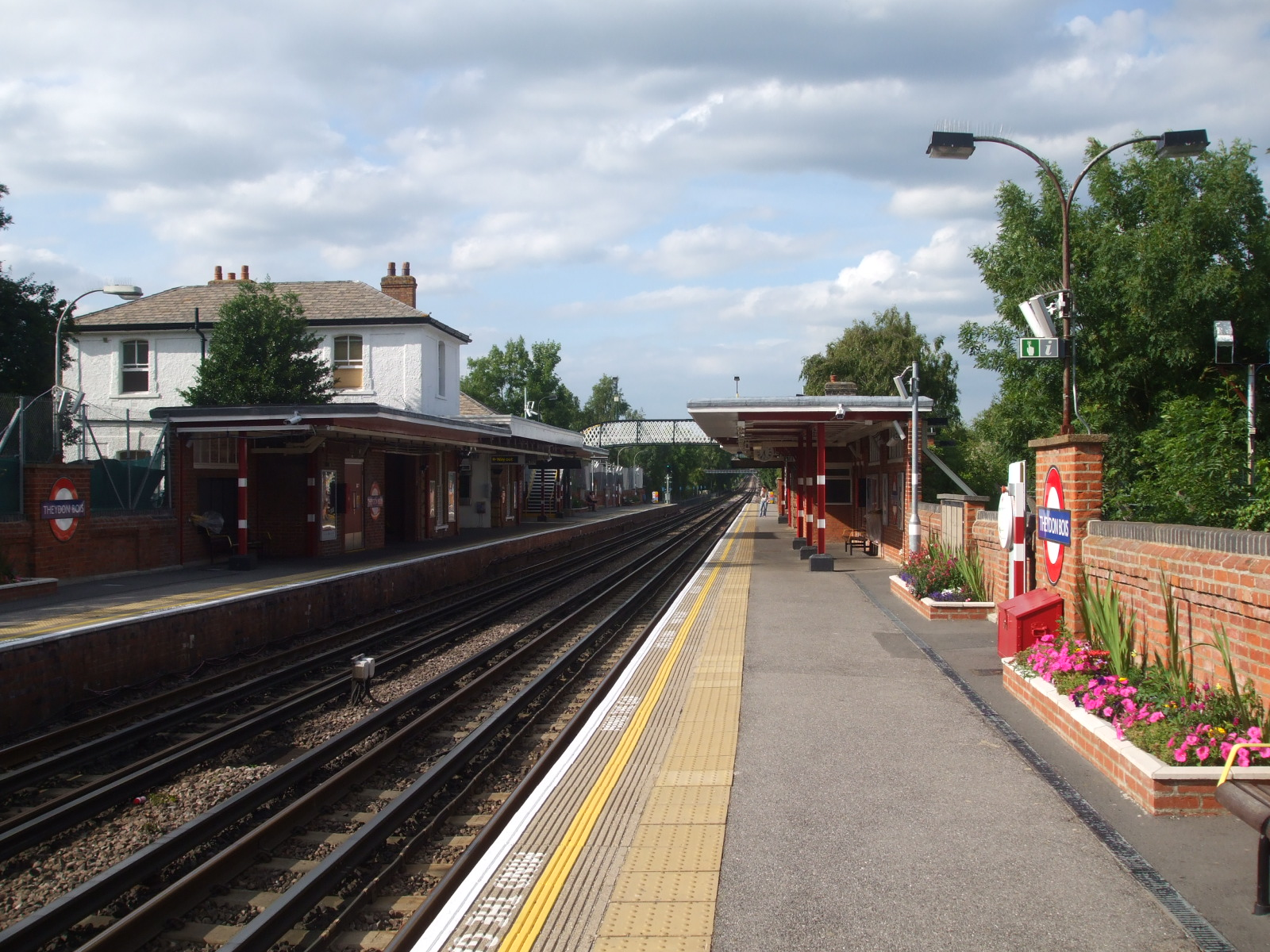
Blick in Richtung Norden

Theydon Bois [ˌθeɪdən ˈbɔɪz] ist eine oberirdische Station der London Underground. Sie liegt in der Travelcard-Tarifzone 6 und ist eine von 14 außerhalb von Greater London. Sie befindet sich am Slade End in der Ortschaft Theydon Bois im Distrikt Epping Forest der Grafschaft Essex. Im Jahr 2014 nutzten 850.000 Fahrgäste diese von der Central Line bediente Station.
Die Station wurde am 24. April 1865 durch die Great Eastern Railway (GER) als Teil des neuen Streckenabschnitts zwischen Loughton und Ongar eröffnet. Sie hieß zunächst Theydon, erhielt aber bereits am 1. Dezember desselben Jahres ihren heutigen Namen. Ab 1923 war die Strecke im Besitz der London and North Eastern Railway (LNER). Nach der Verstaatlichung der LNER ging die Strecke 1948 für wenige Monate in den Besitz von British Railways über, die auf dem noch nicht elektrifizierten Abschnitt Pendelzüge mit Dampflokomotiven verkehren ließ. Der U-Bahn-Betrieb begann am 25. September 1949.
Theydon Bois gehört seit dem 5. Februar 2006 zu den ersten Stationen der London Underground, die nicht mehr mit Personal besetzt sind und über keinen Fahrkartenschalter verfügen. Gründe sind einerseits die geringe Nutzung, andererseits die zunehmende Verbreitung der Oyster-Card, wodurch weniger Verkaufspersonal erforderlich ist.